# Killer Queen (drag queen)
Killer Queen, nombre artístico de Iván Solar Gil, es una drag queen, cantante y activista por los derechos LGBT española que saltó a la fama por su participación en la primera temporada de Drag Race España, terminando como finalista.

## Biografía
Iván Solar Gil nació el 2 de febrero de 1989 en Madrid, España. Desde pequeño estuvo muy involucrado en la parroquia de su barrio, donde llegó a ejercer de catequista hasta su expulsión. Es médico especialista en Medicina de Familia y Comunitaria, y trabaja como médico de urgencias en la Comunidad de Madrid.

### Carrera artística
En 2019 Killer Queen lanzó los sencillos «No eres como yo» y «Karma» con la también concursante de Drag Race España Ariel Rec. Al año siguiente representó a España como participante en el concurso de arte drag Latin Drag Race.
En 2021 fue anunciada como concursante de la primera edición de Drag Race España, estrenada en mayo de 2021. Killer obtuvo su primera victoria en el programa en el cuarto episodio de la temporada, y fue nominada para ser eliminada en el episodio posterior, por lo que tuvo que competir en un lip sync de la canción «Espectacular» de Fangoria contra su compañero Hugáceo Crujiente, que supuso la eliminación de este. Finalmente, Killer llegó a la final de la temporada, compitiendo una vez más en un lip sync de «La gata bajo la lluvia» de Rocío Dúrcal contra Sagittaria y Carmen Farala por hacerse con la corona y el premio final. Finalmente quedó como finalista en el programa.
Posteriormente, el 26 de octubre de ese mismo año apareció en el videoclip del tema «My Pussy Is Like a Peach» de Choriza May junto a artistas drags nacionales e internacionales como Kika Lorace y The Macarena.

### Activismo
Killer Queen ha reivindicado que «el drag es política». También ha denunciado que muchas otras drag queens han recibido ofertas de trabajo a cambio de no posicionarse políticamente.
En 2021 la Asociación Trans de Andalucía-Sylvia Rivera (ATA) le otorgó un Premio T por su visibilidad mediática y su compromiso con las personas LGTBI.
En julio de 2022, con motivo del Orgullo LGBT fue invitada por el Grupo Parlamentario Socialista a una mesa redonda sobre medios de comunicación durante unas Jornadas LGTBI celebradas en la sala Ernest Lluch del Congreso de los Diputados.

## Filmografía

### Televisión
| Año  | Título                 | Papel     | Notas        |
| ---- | ---------------------- | --------- | ------------ |
| 2021 | Drag Race España       | Finalista | 11 episodios |
| 2022 | La Roca                | Invitada  | 1 episodio   |
| 2022 | Maestros de la costura | Invitada  | 1 episodio   |
| 2022 | Drag Race España       | Invitada  | 2 episodios  |

## Teatro
- Gran Hotel de las Reinas[22]

## Discografía

### Sencillos
| Año  | Título            | Feat.     |
| ---- | ----------------- | --------- |
| 2019 | «No eres como yo» | Ariel Rec |
| 2019 | «Karma»           | Ariel Rec |
| 2021 | «DRAG POWER»      | Ariel Rec |